# Paramarbla coelebs
Paramarbla coelebs är en fjärilsart som beskrevs av Collenette 1931. Paramarbla coelebs ingår i släktet Paramarbla och familjen tofsspinnare. Inga underarter finns listade i Catalogue of Life.